# 斯蒂凡妮·拉貝
斯蒂凡妮·琳·瑪麗·拉貝（英語：Stephanie Lynn Marie Labbé；1986年10月10日—）是前加拿大職業女子足球運動員，司職守門員。

## 生平

### 俱樂部生涯
2016年2月，拉貝通過國腳分配程序加盟國家女子足球聯賽球隊華盛頓精神。在2016賽季，拉貝上陣8場比賽，製造5次零封。
2017年9月，拉貝宣佈無限期請病假，提前結束其2017賽季。雖然俱樂部沒有透露拉貝請病假的原因，但此前數月她曾在自己的博客上透露自己患上了抑鬱症。次年2月，華盛頓精神決定不和拉貝續約。
2018年，身為自由球員的拉貝作出了一個不同尋常的決定：參加美國足球高級培訓聯賽（PDL）球隊卡爾加里山麓（男子隊）的試訓。拉貝表示：由於男子足球對速度和體能的要求更高，因此參加男子足球比賽更有利於讓她保持狀態；而時任卡爾加里山麓男足主教練小托馬斯·惠爾敦則表示：只看球技，不問性別。拉貝最後成功通過試訓，並在之後的一場對戰FC愛民頓的友誼賽上首次亮相。然而，高級培訓聯賽卻以性別為由，不允許拉貝在正式比賽中為卡爾加里山麓上陣。拉貝因此只能和卡爾加里山麓的女子隊簽約，但她同時也將高級培訓聯賽告上了法庭。同年7月18日，拉貝簽約加盟瑞典女子足球超級聯賽球隊林雪平。
2019年，拉貝加盟國家女子足球聯賽球隊北卡勇氣，並於同年奪得常規賽冠軍和季後賽冠軍。
2020年12月，拉貝簽約加盟瑞典超級聯賽球隊羅森戈爾德。

### 國家隊生涯
拉貝分別在2004年和2006年入選U-20國家隊，並參加這兩年的中北美足聯U-20女足錦標賽，以及2004年的U-19世錦賽和2006年的U-20世錦賽。
拉貝在2008年7月27日首次為加拿大女足（大國家隊）上陣。該場比賽加拿大女足以8-0狂掃新加坡女足。
2016年奧運會期間，由於原定的第一門將麥克勞德因傷退出，拉貝臨危受命成為第一門將，最終協助加拿大女足奪得銅牌。
2019年，拉貝再次入選國家隊，出戰當年的世界盃。

### 個人生活
拉貝正在和加拿大自由車運動員喬治婭·西默爾林談戀愛。

## 榮譽

### 俱樂部
- 北卡羅萊納勇氣：
  - 國家女子足球聯賽例行賽冠軍：2019
  - 國家女子足球聯賽季後賽冠軍：2019

### 國家隊
- 夏季奧運女足季軍：2016[15]
- 中北美洲及加勒比海女子足球錦標賽亞軍：2018[19]

## 外部連結
- 官方网站
- 斯蒂凡妮·拉貝在加拿大足球協會
- 斯蒂凡妮·拉貝 – FIFA國際賽競賽紀錄 (存檔)
- Soccerway資料庫：斯蒂凡妮·拉貝
- 斯蒂凡妮·拉貝在瑞典足球協會（瑞典語）